# 조원희
조원희 (趙源熙, 1983년 4월 17일 ~ )는 대한민국의 전 축구 선수이다. 수비형 미드필더와 오른쪽 풀백을 주로 소화했다.

## 개요
서울특별시 출생으로 논현초등학교, 배재중학교, 배재고등학교를 졸업하였다. 엄청난 활동량과 투쟁심, 성실함으로 팀의 살림꾼 역할을 자처하는 점이 젠나로 가투소와 닮았다는 점에 착안하여 '조투소'라는 별명을 얻었다. 종횡무진 공수를 오가며 팀에 활력을 불어넣어 '폭주기관차'라는 별명이 붙기도 하였다.

## 클럽 경력
고등학교 졸업 후 대학교에 가지 않고 2002년 연습생 신분으로 울산 현대 호랑이에 입단하여 K-리그에 데뷔했으나, 그 해 리그에서 1경기를 뛰는데 그쳤다.
2003년 광주 상무 불사조에 입대하고 나서야 경기 출전횟수를 계속 늘렸고, 2004년 12월 군복무를 마치고 울산 현대 호랑이에 복귀한 뒤 2005 시즌 전 곧바로 수원 삼성 블루윙즈로 이적하였다.
수원 삼성 블루윙즈로 이적한 이후에는 주 포지션인 좌 · 우측 풀백 또는 2007년부터 수비형 미드필더로도 활약하였고, 2008년 K-리그 우승, 2006년 K-리그 준우승 등에 공헌하였다.
2008년, AS 모나코의 훈련에 합류하여 입단이 성사되는 듯 했으나 모나코의 용병 쿼터가 모두 차있어 입단이 불발되고, 2년 6개월 계약 조건으로 2009년 2월 25일 위건 애슬레틱 FC로 이적하였다. 2009년 3월 28일 이라크와의 친선경기에서 종아리 부상을 입어 시즌 아웃 진단을 받았지만, 시즌 중 회복하여 2009년 5월 16일 2008-09시즌 잉글랜드 프리미어리그 37라운드 스토크 시티 FC를 상대로 데뷔전을 치렀다.
2010년 1월, 주전 경쟁에서 밀려 출장 기회를 잡지 못하자 2010 남아공 월드컵 출전을 위해 주전으로 뛸 수 있는 팀으로의 이적을 모색하다 친정팀 수원 삼성 블루윙즈로 임대 이적하였다. 수원에서 1시즌 간 활약하여 위건으로 복귀한 직후 광저우 헝다로의 이적을 확정지었다. 광저우에서 주전으로 활약하였으나 2012년 광저우의 자금력을 앞세운 대대적인 보강에 밀려 팀을 떠날 것이라는 보도가 이어지기도 하였으나 중국 슈퍼리그에서 광저우를 위한 외국인 선수 제도를 신설하여 잔류에 성공하였다.
2014년 K리그 클래식 경남 FC로 임대 이적하였다.
2014년 7월 4일 J리그의 오미야 아르디자로 이적하였다.
2015년 2월 5일 서울 이랜드로 이적하였다.
2016년 1월 29일 6년 만에 수원 삼성 블루윙즈로 복귀하였다.
2018년을 끝으로 FA 대상이 되었고 은퇴를 선언했다.
2020년 7월 22일, 플레잉 코치로 수원 FC에 합류하면서 현역으로 복귀하였다. 2020시즌 종료 후 수원 FC에서 퇴단했다.

## 국가대표 경력
2005년 10월 12일 딕 아드보카트 감독이 대한민국 축구 국가대표팀에 취임한 뒤 치른 첫 경기인 이란과의 친선경기에서 데뷔하여, 경기 시작 59초만에 결승골을 넣어 1979년 이후 대한민국 국가대표팀의 최단시간 득점을 기록하였다. 2006년 FIFA 월드컵에 최종 엔트리에 포함되었지만 본선 경기에서 기용되지는 않았다.

## 은퇴 이후
현역 은퇴 이후인 2019년부터 JTBC의 축구 해설위원에 합류했다.
2020년에는 자신의 유튜브 채널을 개설했다.

## 그 외
2005년 수원 삼성 블루윙즈 팬들을 대상으로 한 '2005년 최우수 선수'에 선정되기도 하였다.
2005년 서울특별시의 한 어린이 복지시설에서 축구를 가르치고 축구 용품을 전달하기도 하였다.

## 경력

### 클럽 경력
- 2002년  울산 현대 호랑이
- 2003년 ~ 2004년  광주 상무 불사조 (군복무)
- 2005년 ~ 2008년  수원 삼성 블루윙즈
- 2009년  위건 애슬레틱 FC
- 2010년  수원 삼성 블루윙즈 (임대)
- 2011년 ~ 2012년  광저우 헝다
- 2013년  우한 줘얼
- 2014년  경남 FC (임대)
- 2014년  오미야 아르디자
- 2015년  서울 이랜드 FC
- 2016년 ~ 2018년  수원 삼성 블루윙즈
- 2020년  수원 FC

### 국가대표 경력
- 2006년 FIFA 월드컵 대표

## 수상

### 개인
- 2005년 제19회 올해의 프로축구대상 수비상 수상
- 2005년 프로축구 골든볼 골든슈 시상식 - 수비상 수상
- 2005년 K-리그 베스트 11 선정
- 2008년 K-리그 베스트 11 선정

### 클럽

#### 울산 현대 호랑이
- K-리그 준우승 1회 (2002년)
- 아디다스컵 준우승 1회 (2002년)

#### 수원 삼성 블루윙즈
- K-리그 우승 1회 (2008년)
- K-리그 준우승 1회 (2006년)
- FA컵 우승 2회(2010년, 2016년)
- FA컵 준우승 1회 (2006년)
- 삼성 하우젠 컵 우승 2회 (2005년, 2008년)
- 대한민국 슈퍼컵 우승 1회 (2005년)
- A3 챔피언스컵 우승 1회 (2005년)

#### 광저우 헝다
- 중국 슈퍼리그 우승 2회 (2011년, 2012년)
- 중국 FA컵 우승 1회 (2012년)
- 중국 FA 슈퍼컵 우승 1회 (2012년)

## 방송
- KBS2 《세컨 하우스》 11회 (2023년)
- MBC 《생방송 행복드림 로또 6/45》1086회 (2023년)